# SGO48
SGO48（エスジーオー フォーティーエイト）は、2018年から2021年まで活動していたベトナム・ホーチミンを拠点とする女性アイドルグループ。AKB48グループの1つであり、総合プロデュースは秋元康が務めた。運営会社はYAG Entertainment。

## 概要
グループ名はホーチミン市街中心部の旧称・サイゴン「SaiGOn」に由来する。グループカラーはベトナムの国花である蓮の花をイメージしたピンク色となった。 
運営会社だった「YAG Entertainment」は、ベトナムのYeah1グループとAKB48グループを運営するVernalossom、ジオブレイン（東京）の合弁会社である。

## 略歴
2018年6月21日にAKB48グループとして日本国外7番目となる「SGO48」が、ベトナム・ホーチミン（旧称・サイゴン）において2018年末に発足することと、運営会社「YAG Entertainment」がホーチミンで発足したことが発表された。第1期生オーディションは2018年8月10日から9月9日にかけて募集され、11月11日に最終審査が行われた。11月17日にホーチミン市のニューワールドサイゴンホテルにおいて記者会見が開かれ、1期生29名がお披露目された。翌18日にハノイで行われた『交通安全ベトナム「絆」駅伝2018 IN HANOI』にAKB48チーム8メンバーとともに参加した。12月22日、ホーチミンの大型商業施設「Crescent Mall」において初パフォーマンスを行った。
2019年7月17日に1stシングル「Heavy Rotation」（AKB48の「ヘビーローテーション」のベトナム語カバー版、ミュージックカードによるダウンロード形式）のリリースと選抜メンバー16人が発表された。
2019年12月29日、2ndシングル「Koisuru Fortune Cookie - Thất tình tích cực」（AKB48「恋するフォーチュンクッキー」のベトナム語カバー版）がリリースされた。
2020年に劇場「SGO48ステーション(SGO48 Station)」が開設され、同年10月18日に初公演が行われた。
2021年12月22日、新型コロナウイルス感染症（COVID-19）流行の影響により活動と運営を続けることが難しいとの判断から、デビュー3周年である同日をもって解散した。

## メンバー

### グループ解散時点でのメンバー
| 名前                     | 本名                    | 本名よみ                           | 生年月日               | 出身地         | 加入期 | 備考            |
| ------------------------ | ----------------------- | ---------------------------------- | ---------------------- | -------------- | ------ | --------------- |
| ヒカリ Hikari            | Châu Ngọc Đoan Thảo     | チャウ・ゴック・ドアン・タオ       | 1998年7月11日（26歳）  | ホーチミン市   | 1期    |                 |
| モン Mon                 | Huỳnh Ngô Kim Châu      | フイン・ゴー・キム・チャウ         | 2001年2月2日（24歳）   | ホーチミン市   | 1期    |                 |
| マンギー Mẫn Nghi        | Lê Mẫn Nghi             | レ・マン・ギー                     | 2005年11月25日（19歳） | アンザン省     | 1期    |                 |
| ティエンリン Tiên Linh   | Lê Phạm Thuỷ Tiên       | レ・ファン・トゥイ・ティエン       | 1998年4月24日（26歳）  | ホーチミン市   | 1期    |                 |
| サニー Sunny             | Lê Sunny                | レ・サ・ニー                       | 2003年10月30日（21歳） | ホーチミン市   | 1期    |                 |
| トゥーガー Thu Nga       | Lê Thị Thu Nga          | レ・ティー・トゥー・ガー           | 2003年12月25日（21歳） | ホーチミン市   | 1期    |                 |
| ニーニー Ni Ni           | Ngô Thị Cẩm Nhi         | ゴー・ティー・カム・ニー           | 2000年8月12日（24歳）  | ハウザン省     | 1期    |                 |
| ツーンヅオン Trùng Dương | Nguyễn Hồ Trùng Dương   | グエン・ホー・ツーン・ヅオン       | 1999年12月3日（25歳）  | ビンズオン省   | 1期    |                 |
| アンサーン Ánh Sáng      | Nguyễn Lê Ngọc Ánh Sáng | グエン・レ・ゴック・アン・サーン   | 2006年1月13日（19歳）  | ホーチミン市   | 1期    | SGO48最年少     |
| モチ Mochi               | Nguyễn Thanh Hoàng My   | グエン・タン・ホアン・ミー         | 2004年5月9日（20歳）   | ラムドン省     | 1期    |                 |
| タミー Tammy             | Nguyễn Thị Minh Thư     | グエン・ティー・ミン・トゥー       | 2003年11月12日（21歳） | ドンナイ省     | 1期    |                 |
| ドナ DONA                | Nguyễn Thị Nhi          | グエン・ティー・ニー               | 2001年8月18日（23歳）  | クアンナム省   | 1期    |                 |
| ジェニー Janie           | Nguyễn Trương Tường Vy  | グエン・チュオン・トゥオン・ヴィー | 2002年1月3日（23歳）   | ホーチミン市   | 1期    |                 |
| ツックファム Trúc Phạm   | Phạm Lâm Ánh Trúc       | ファム・ラム・アン・ツック         | 1997年9月4日（27歳）   | ホーチミン市   | 1期    |                 |
| アンナ Anna              | Trần Cát Tường          | チャン・カット・トゥオン           | 2000年9月24日（24歳）  | ビンズオン省   | 1期    |                 |
| アシュリー Ashley        | Trần Lý Minh Thư        | チャン・リー・ミン・トゥー         | 2000年5月23日（24歳）  | ホーチミン市   | 1期    |                 |
| スアンカー Xuân Ca       | Võ Ngọc Xuân Ca         | ヴォー・ゴック・スアン・カー       | 2001年9月20日（23歳）  | ビントゥアン省 | 1期    |                 |
| ケーシー Kaycee          | Võ Phan Kim Khánh       | ヴォ・ファン・キム・カイン         | 1997年10月18日（27歳） | ヴィンロン省   | 1期    | SGO48キャプテン |
| リンマイ Linh Mai        | Vương Mai Linh          | ヴオン・マイ・リン                 | 1997年5月1日（27歳）   | ゲアン省       | 1期    | SGO48最年長     |

### 元メンバー
| 名前                 | 本名                   | 本名よみ                       | 生年月日               | 出身地       | 加入期 | 最終在籍日     | 備考          |
| -------------------- | ---------------------- | ------------------------------ | ---------------------- | ------------ | ------ | -------------- | ------------- |
| バニーヴィ BunnyV    | Trần Nguyễn Phương Vy  | チャン・グエン・フオン・ヴィー | 1997年6月28日（27歳）  | ホーチミン市 | 1期    | 2018年12月13日 | [ 16 ]        |
| ユウミ Yuumi         | 小関優実 (Koseki Yumi) | こせき ゆうみ                  | 2004年8月30日（20歳）  | 日本         | 1期    | 2019年5月31日  | 日本国籍      |
| ジャギー Gia Nghi    | Thái Gia Nghi          | タイ・ジャ・ギー               | 2004年12月6日（20歳）  | ホーチミン市 | 1期    | 2019年12月7日  | [ 18 ]        |
| サチ Sachi           | Nguyễn Quế Minh Hân    | グエン・クエ・ミン・ハン       | 2003年6月25日（21歳）  | ホーチミン市 | 1期    | 2020年5月26日  | 解雇          |
| エレナ Elena         | Nguyễn Lê Thuỳ Ngọc    | グエン・レ・トゥイ・ゴック     | 1999年2月22日（26歳）  | ドンナイ省   | 1期    | 2020年7月12日  | [ 20 ] [ 21 ] |
| セリア Celia         | Nguyễn Thị Thúy Nga    | グエン・ティー・トゥイ・ガー   | 2002年8月25日（22歳）  | ホーチミン市 | 1期    | 2020年7月12日  | [ 20 ] [ 21 ] |
| ミンシー Minxy       | Đặng Thị Huỳnh Như     | ダン・ティー・フィン・ヌー     | 1999年6月19日（25歳）  | テイニン省   | 1期    | 2021年4月11日  | [ 22 ]        |
| ヌータオ Như Thảo    | Lê Nguyễn Như Thảo     | レ・グエン・ヌー・タオ         | 2000年5月15日（24歳）  | カントー市   | 1期    | 2021年4月11日  | [ 22 ]        |
| フウンニー Phụng Nhi | Lê Nguyễn Phụng Nhi    | レ・グエン・フウン・ニー       | 2004年10月23日（20歳） | ホーチミン市 | 1期    | 2021年4月11日  | [ 22 ]        |
| レチャン Lệ Trang    | Nguyễn Thị Lệ          | グエン・ティー・レー           | 2001年10月13日（23歳） | バクニン省   | 1期    | 2021年9月30日  | [ 23 ]        |

## グループ編成

### キャプテン
- Kaycee（2019年8月10日 - ）[15]

### メンバー構成推移
これまで1度のメンバーオーディションを実施し、メンバーはこのオーディションを経て加入している。
| 年月日   | 出来事                          | 増減 | 人数 | 加入期別人数変動 |
| 2018年   | 出来事                          | 増減 | 人数 | 加入期別人数変動 |
| -------- | ------------------------------- | ---- | ---- | ---------------- |
| 11月17日 | 1期生 お披露目                  | +29  | 29   | 1期生29人        |
| 12月13日 | BunnyV 辞退                     | -1   | 28   | 1期生29人→28人   |
| 2019年   | 出来事                          | 増減 | 人数 | 加入期別人数変動 |
| 5月31日  | 小関優実 卒業                   | -1   | 27   | 1期生28人→27人   |
| 12月7日  | Gia Nghi 卒業                   | -1   | 26   | 1期生27人→26人   |
| 2020年   | 出来事                          | 増減 | 人数 | 加入期別人数変動 |
| 5月26日  | Sachi 解雇                      | -1   | 25   | 1期生26人→25人   |
| 7月12日  | Elena、Celia 卒業               | -2   | 23   | 1期生25人→23人   |
| 2021年   | 出来事                          | 増減 | 人数 | 加入期別人数変動 |
| 4月11日  | Minxy、Phung Nhi、Nhu Thao 卒業 | -3   | 20   | 1期生23人→20人   |
| 9月30日  | Lệ Trang 卒業                   | -1   | 19   | 1期生20人→19人   |
| 12月22日 | グループ解散                    | -19  | 0    | 1期生19人→0人    |

## オーディション
合格者のうち太字となっているのはグループ解散時点でのメンバー。

### 第1期生オーディション
- 募集要項：13歳から22歳までの女性、経験不問。
- 応募期間：2018年8月10日 - 9月9日
- 応募総数：7,626名
- 一次審査 - オンライン申請：合格者350名
- 二次審査 - 面接（2018年10月20日・10月21日）：合格者120名
- 最終審査 - ダンス・パフォーマンス（2018年11月10日・11月11日）：合格者29名

合格者
レ・ファン・トゥイ・ティエン、小関優実、レ・グエン・ヌー・タオ、グエン・ティー・トゥイ・ガー、ダン・ティー・フィン・ヌー、チャウ・ゴック・ドアン・タオ、グエン・ティー・レー、グエン・タン・ホアン・ミー、グエン・ティー・ニー、チャン・リー・ミン・トゥー、チャン・カット・トゥオン、グエン・ティー・ミン・トゥー、グエン・クエ・ミン・ハン、グエン・レ・トゥイ・ゴック、レ・グエン・フウン・ニー、ファム・ラム・アン・ツック、タイ・ジャ・ギー、レ・ティー・トゥー・ガー、レ・サ・ニー、レ・マン・ギー、グエン・レ・ゴック・アン・サーン、ヴォ・ファン・キム・カイン、グエン・チュオン・トゥオン・ヴィー、ヴオン・マイ・リン、グエン・ホー・ツーン・ヅオン、ヴォー・ゴック・スアン・カー、チャン・グエン・フオン・ヴィー、フイン・ゴー・キム・チャウ、ゴー・ティー・カム・ニー

## 作品

### シングル
|                            | リリース日                 | タイトル                   | 販売形態                   | 形態・備考                 |
| YAG Entertainment レーベル | YAG Entertainment レーベル | YAG Entertainment レーベル | YAG Entertainment レーベル | YAG Entertainment レーベル |
| -------------------------- | -------------------------- | -------------------------- | -------------------------- | -------------------------- |
| 1                          | 2019年8月25日              | Heavy Rotation             | Digital Card               | Type A                     |
| 1                          | 2019年8月25日              | Heavy Rotation             | Digital Card               | Type B                     |
| 1                          | 2019年8月25日              | Heavy Rotation             | Digital Card               | Type C                     |
| 2                          | 2019年12月29日             | Koisuru Fortune Cookie     | Digital Card               | Type A（TIKI限定販売）     |
| 2                          | 2019年12月29日             | Koisuru Fortune Cookie     | Digital Card               | Type B（TIKI限定販売）     |
| 2                          | 2019年12月29日             | Koisuru Fortune Cookie     | Digital Card               | Type C（Shopee限定販売）   |
| 2                          | 2019年12月29日             | Koisuru Fortune Cookie     | Digital Card               | Type D（Shopee限定販売）   |
| 3                          | 2020年12月20日             | RIVER                      | Digital Card               |                            |